# Merveille Lukeba
Merveille Lukeba (Kinshasa, 30 maart 1990) is een Brits acteur. Hij is bekend dankzij zijn rol als Thomas Tomone in het Britse tienerdrama Skins. Lukeba is in Congo geboren, maar verhuisde op jonge leeftijd naar Woolwich, zuidoost Londen.
Hij spreekt vloeiend Frans, Engels en Lingala.

## Filmografie
| Jaar      | Film                          | Rol             | Opmerkingen             |
| --------- | ----------------------------- | --------------- | ----------------------- |
| 2007      | Ezra                          | Moses           |                         |
| 2007      | The Bill                      | Tre Douglas     | TV                      |
| 2009-2010 | Skins                         | Thomas Tomone   | Seizoen 3, 4            |
| 2009      | 10 Minute Tales - Perfect Day | The Boy         | Kortfilm                |
| 2010      | Bloody Foreigners             | John Hackett    | Seizoen 1, aflevering 1 |
| 2012      | Lewis                         | Kyle Hutchinson | Tv                      |

- International Standard Name Identifier: 0000 0000 4758 5780
- Library of Congress Control Number: no2008003297
- Virtual International Authority File: 76112731
- WorldCat: E39PBJtCyG7K6f39mfRJbqYF8C